# Ewa Partum
Ewa Partum (ur. 1945 w Grodzisku Mazowieckim) – polska artystka współczesna, artystka konceptualna. 
Zajmuje się poezją konkretną, performance, mail art, filmem. Od 1983 roku mieszka i pracuje w Berlinie.

## Życiorys
Ewa Partum (z domu Frejdlich) urodziła się w 1945 w Grodzisku Mazowieckim pod Warszawą. Studiowała początkowo w Państwowej Wyższej Szkole Sztuk Plastycznych w Łodzi (1963-65), a od 1965 na Wydziale Grafiki i Malarstwa ASP w Warszawie (kolejno w pracowniach Aleksandra Kobzdeja i Stefana Gierowskiego). W tej ostatniej w 1970 obroniła swoją pracę dyplomową: teoretyczną rozprawę poświęconą poezji konkretnej oraz pracę praktyczną - działanie na obiektach z pracy Tadeusza Kantora Multipart.
Artystka początkowo rozwijała swoją twórczość w kierunku poezji konkretnej (wizualnej), potem także performance - pierwsze wystąpienia pochodzą już z 1971 - są to sypania liter.
Od 1973 Ewa Partum zajmowała się także filmem awangardowym, a od połowy lat 70. do wczesnych lat 90. prawie wyłącznie tematyką feministyczną. Jest autorką serii klasycznych już nie tylko dla sztuki polskiej akcji, do których należą: Stupid Woman, Kobiety, małżeństwo jest przeciwko wam, Zmiana - mój problem jest problemem kobiety czy Samoidentyfikacja. Pierwszą pracę o charakterze feministycznym artystka stworzyła już w 1971, odciskając na kartce czerwone, uszminkowane usta i podpisując je: Mój dotyk jest dotykiem kobiety - jest to praca z cyklu poem by ewa. W latach 70. XX wieku swoje prace wystawiała w Galerii Repassage.
W latach 90. XX w. i pierwszej dekadzie XXI w. powróciła do poezji konkretnej.
Sztuka artystki przypomniana została w 2006 dwoma wystawami retrospektywnymi: Legalność przestrzeni w gdańskim Instytucie Sztuki Wyspa oraz Samoidentyfikacja w warszawskiej Królikarni. W 2007 roku jej prace pokazywano na wystawie WACK! Art and feminist revolution w MOCA, Los Angeles; a w 2008 na wystawie re.act.feminism w Akademie der Künste, Berlin.

## Galeria zdjęć

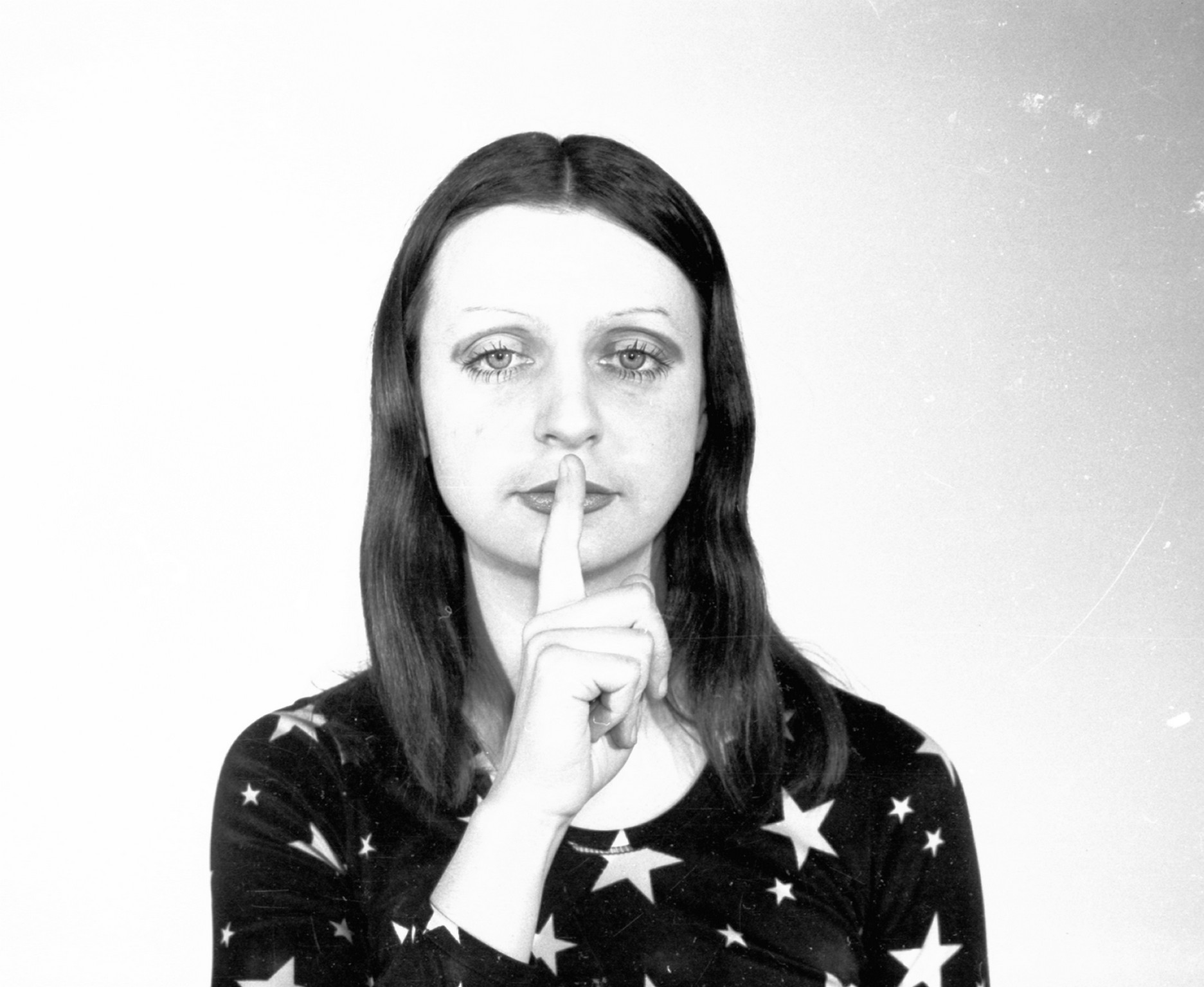
Ewa Partum, Ćwiczenia/Exercises, 1972
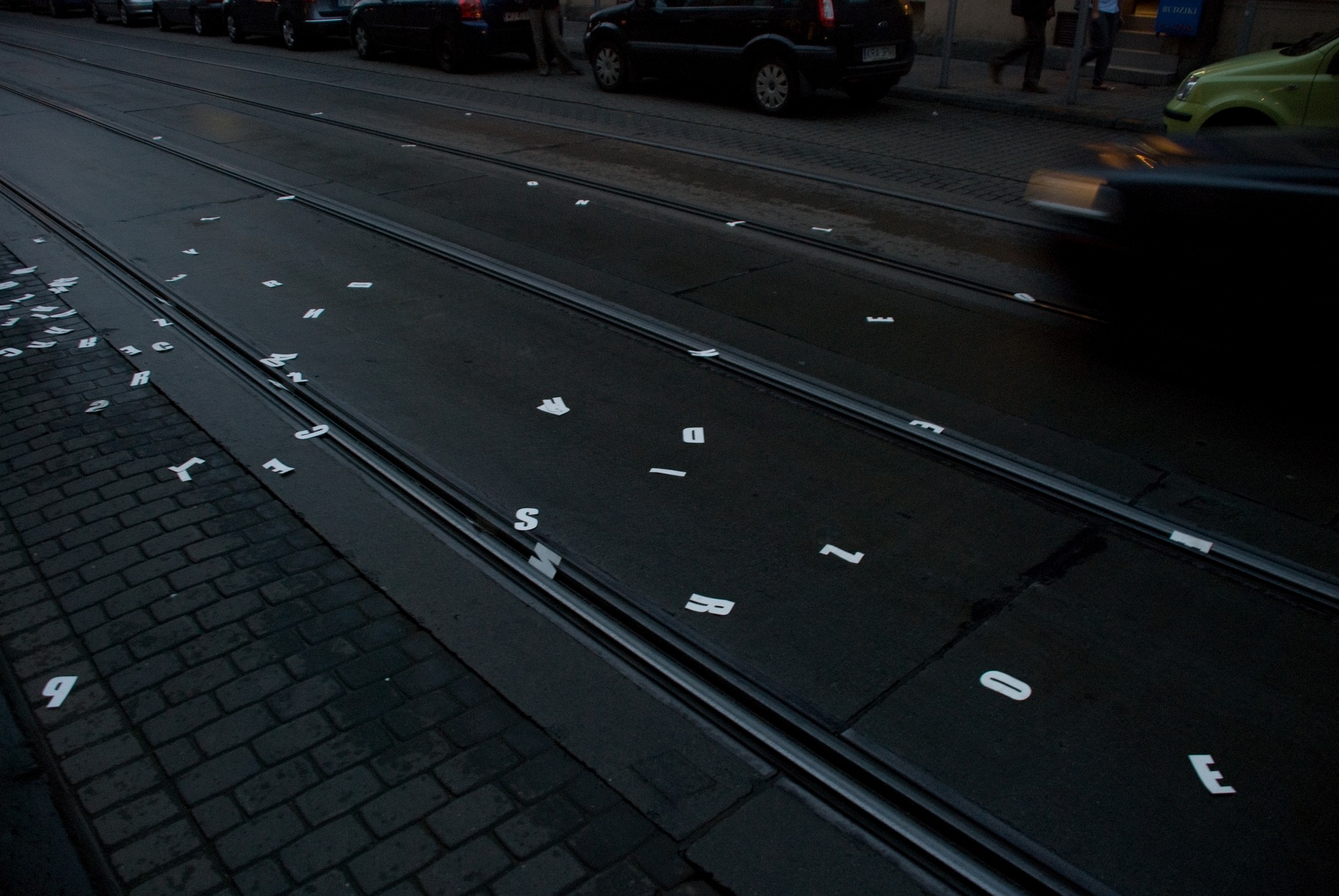
Ewa Partum, Poezja aktywna: Tadeusz Peiper, Bezokoliczniki, 2009
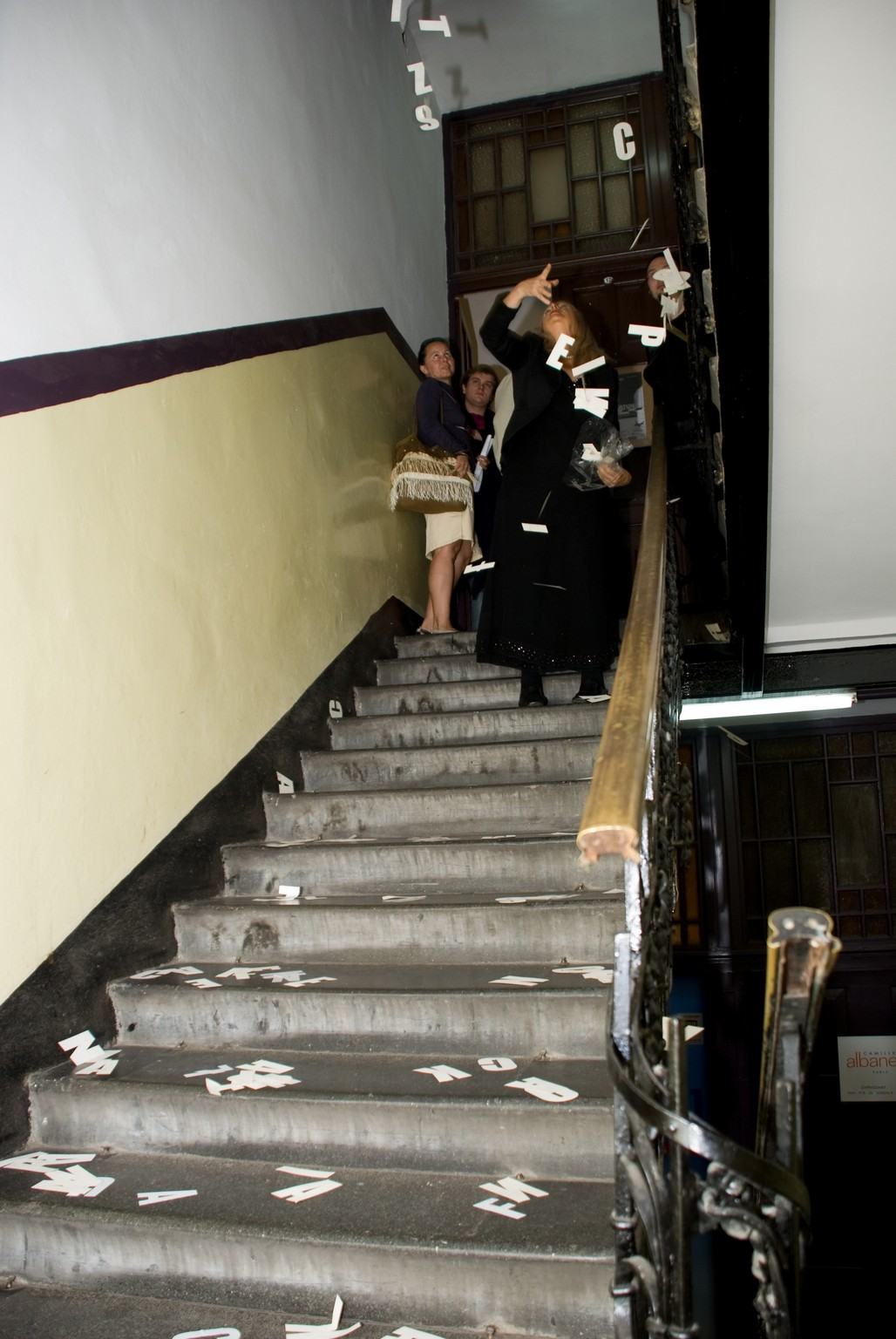
Ewa Partum, Poezja aktywna: Tadeusz Peiper, Bezokoliczniki, 2009
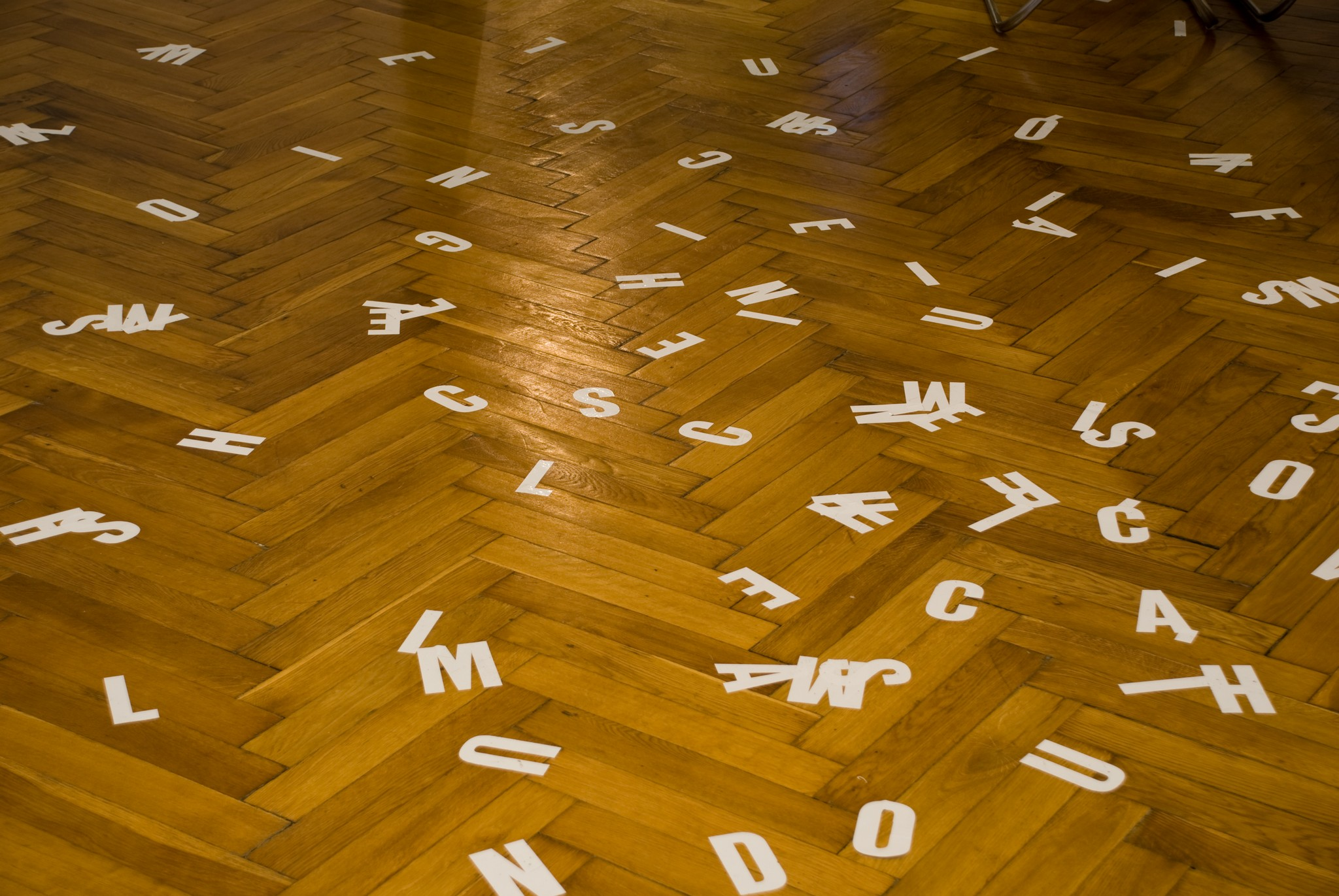
Ewa Partum, Poezja aktywna: Tadeusz Peiper, Sam chcę nadać sobie imię, 2009
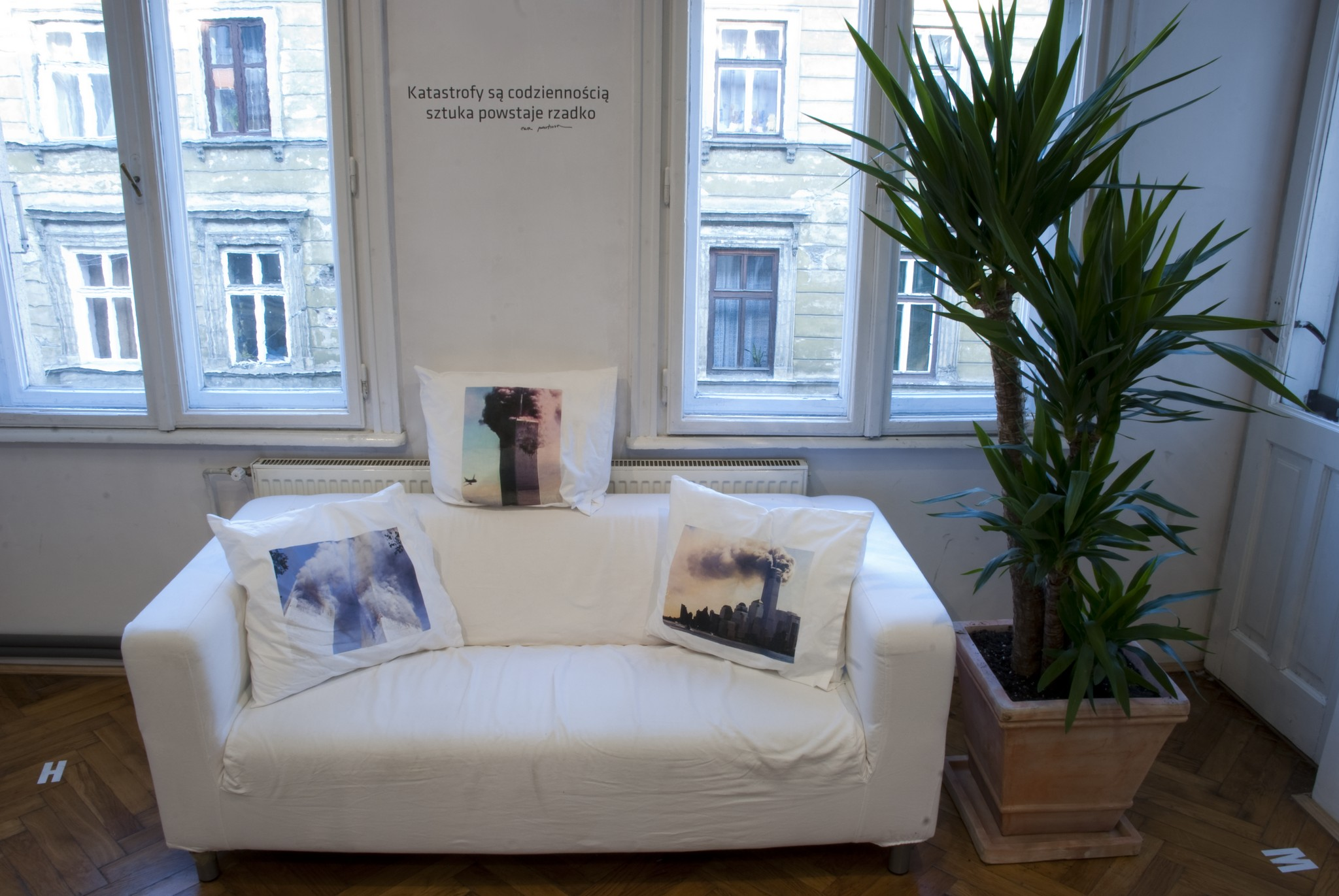
Ewa Partum, Katastrofy są codziennością, sztuka powstaje rzadko, 2001
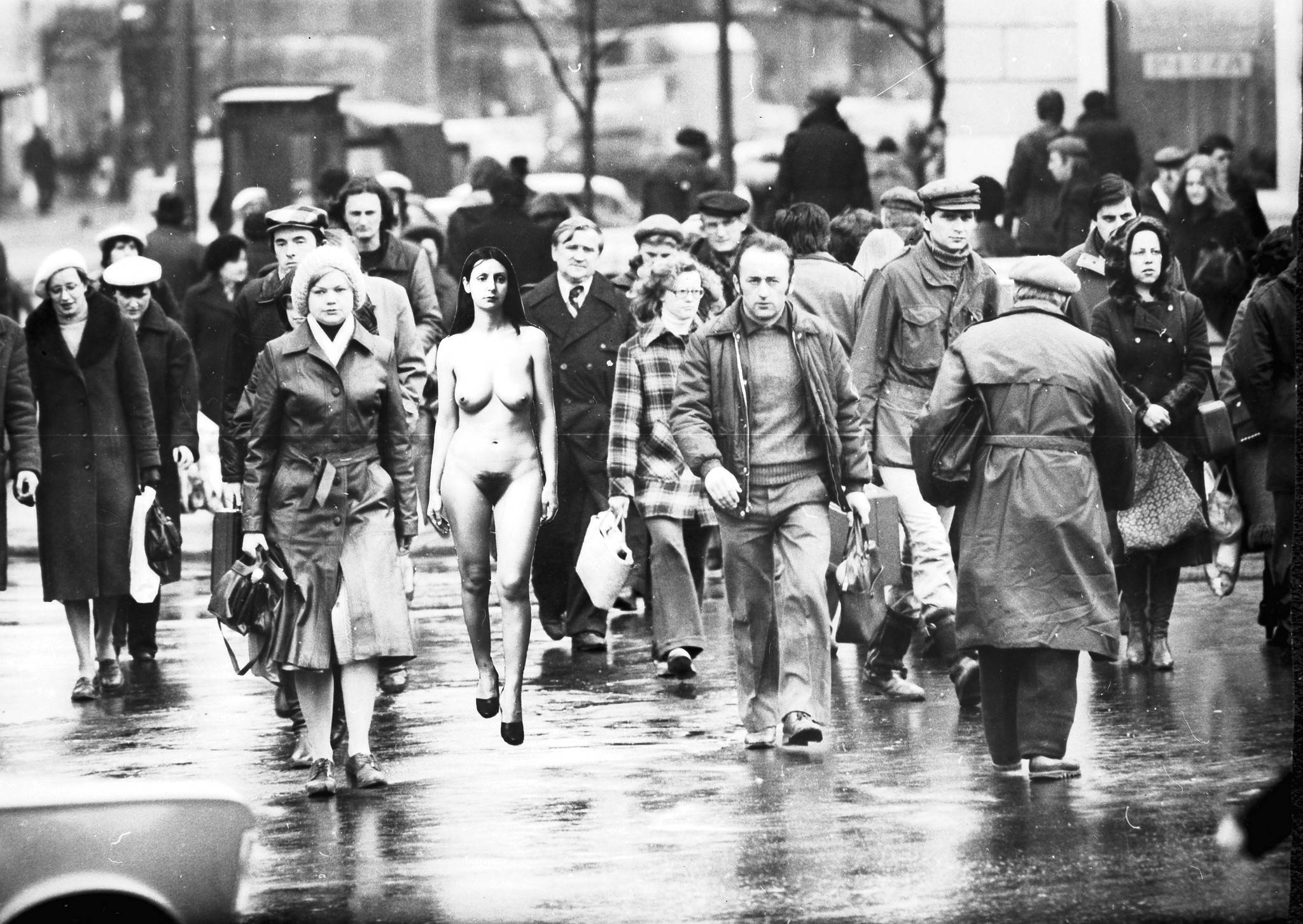
Ewa Partum, Samoidentyfikacja, 1980
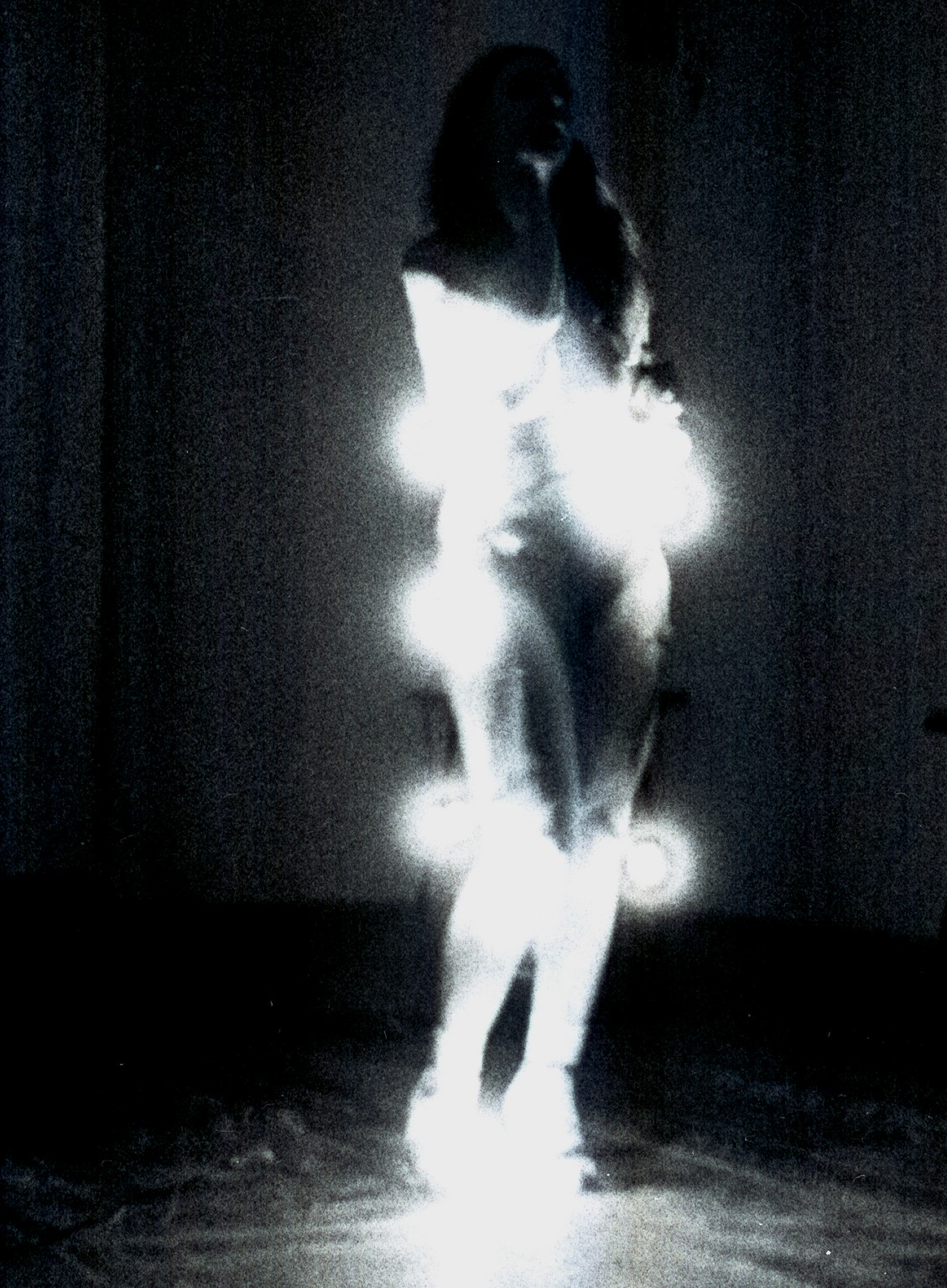
Ewa Partum, Stupid Woman, 1981